# Fiumara Avena
Fiumara Avena este o arie protejată (arie specială de conservare — SAC, sit de importanță comunitară — SCI) din Italia întinsă pe o suprafață de 965 ha, integral pe uscat.

## Localizare
Centrul sitului Fiumara Avena este situat la coordonatele 39°55′19″N 16°31′27″E / 39.921944°N 16.524167°E.

## Înființare
Situl Fiumara Avena a fost declarat sit de importanță comunitară în septembrie 1995 pentru a proteja 13 specii de animale. Situl a fost protejat și ca arie specială de conservare în iunie 2017.

## Biodiversitate
Situată în ecoregiunea mediteraneană, aria protejată conține 5 habitate naturale: Păduri de pin mediteraneene cu pini mezogeni endemici, Pseudostepă cu ierburi și specii anuale de Thero-Brachypodietea, Râuri mediteraneene cu debit permanent și vegetație de Glaucium flavum, Păduri de Olea și Ceratonia, Galerii și tufărișuri riverane sudice (Nerio-Tamaricetea și Securinegion tinctoriae).
La baza desemnării sitului se află mai multe specii protejate:
- păsări (11): șorecarul comun (Buteo buteo), ciocârlie-cu-degete-scurte (Calandrella brachydactyla), sticlete (Carduelis carduelis), florinte (Chloris chloris), ciocârlan (Galerida cristata), sfrâncioc cu cap roșu (Lanius senator), cănăraș (Serinus serinus), guguștiuc (Streptopelia decaocto), turturică (Streptopelia turtur), silvie mediteraneană (Sylvia melanocephala), pupăză (Upupa epops)
- amfibieni (1): Salamandrina terdigitata
- reptile (1): șarpele cu patru dungi (Elaphe quatuorlineata)

Pe lângă speciile protejate, pe teritoriul sitului au mai fost identificate 4 specii de plante, 5 specii de amfibieni, 4 specii de reptile.